# Adesida I
Adesida I (Olofinlade Afunbiowo Ojijigogungara; c. 1832 — 1957) foi um monarca nigeriano. Ele governou o Reino de Acurê de 22 de junho de 1897 a 1957.
Seus descendentes lineares são hoje conhecidos como a Casa de Adesida, parte da Casa Real de Ojijigogum. Os Ojijigoguns servem como uma das duas famílias reais reconhecidas legalmente por Acurê.

## Primeiros anos
obá Adesida I nasceu como príncipe Olofinlade Afunbiowo como o filho mais novo de obá Ojijigogun (c. 1790-1882), o Deji de Acurê de 1852-1882 e uma de suas esposas, Olori Adojolomo Lagokun (c.1810-1890), filha do Chefe Lagokun, a Sashere de Idanre, por volta do ano de 1832. Ele tinha dois meio-irmãos mais velhos, o príncipe Alebiosu obádua, mais tarde Arosoye I e o príncipe Ifaturoti Adegoroye, e muitos outros irmãos. Por meio de seu pai, ele reivindicou parentesco hereditário com todos os governantes anteriores de Acurê e dos reinos vizinhos de Ijexá e Iquerê. Seu pai era filho de obá Arakale, que foi executado pelo Império Benin, e seu tio mais velho era obá Osupa I. Vários anos antes de seu nascimento, em 1818, o Reino de Benin havia invadido a terra natal de seu pai e executado Obá Aracalê, seu avô paterno. Os invasores pouparam a família de seu pai e viveram em Benin até a década de 1830.
Através de sua mãe, ele era um descendente da Sashere de Idanre, Chefe Lagokun.
Seu pai, Ojijigogungara (Ojijigogum), governou Acurê de 1852 até sua morte em 1882.

## Casamento e filhos
Como monarca, obá Adesida teve muitas esposas e pelo menos doze filhos. Uma de suas esposas era Olori Olojo Adesida (nee Ademua), filha do rei Alani de Idoani. Três de seus filhos se tornaram os futuros Dejis de Acurê, e seu filho mais velho foi um dos primeiros nativos Acurê com educação ocidental. Netos proeminentes incluem obá Afunbiô II, o músico King Sunny Ade e o médico e historiador Dr. Olawunmi Akintide.

## Reinado
Em 1882, o Deji de Acurê — seu pai, obá Ojijigogum — morreu. Isso gerou uma vaga, e vários príncipes elegíveis procuraram o trono, incluindo os dois irmãos de Olofinlade, Arosoye e Ifaturoti, e seu primo em primeiro grau, Odundum I. obá Odundum foi finalmente selecionado, e foi coroado logo depois. Adesida procurou o trono novamente em 1890, quando Odundum morreu, mas perdeu mais uma vez, desta vez para seu irmão mais velho. Ele finalmente venceu em 1897 e governou a partir de então por sessenta anos, o reinado mais longo da história de Acurê.
O domínio da obá Adesida I foi caracterizado pelo aumento da ocupação britânica e pela fusão da Nigéria em 1914. Sua cooperação com as autoridades britânicas ganhou o respeito dos governantes britânicos, e a rainha Isabel II o cumprimentou em sua visita à Nigéria em 1956.
Ao contrário de muitos governantes iorubás que também adoravam o orixá tradicional da religião iorubá, obá Adesida I acolheu missionários cristãos em Acurê. Além disso, seu apoio à ocupação britânica pode ser visto pelo fato de ele estar do lado do governo colonial quando eles introduziram o primeiro imposto de renda, mesmo quando o povo de Acurê se revoltou e o atacou em seu palácio. Ele também apoiou a criação da primeira igreja e escola primária em Acurê, levando seu governo a ser conhecido como "Era de Ouro de Acurê" em termos de transformação cultural e educação.

## Morte e legado
obá Adesida I morreu em 1957, com a idade estimada de 125 anos. Sua data exata de nascimento é desconhecida, pois não havia registros escritos na década de 1830. Ele foi sucedido por seu filho sob o nome real Adesida II, e sua descendência governou Acurê por mais 42 anos, até que o governo militar do Estado Ondo criou a Casa de Osupa e subsequentemente colocou um suposto descendente de obá Osupa I no trono depois. Dois de seus outros filhos também o sucederam como obá Adesida III e obá Adesida IV. Seu neto era obá Afunbiowo II.
Um membro proeminente da família real Adesida é o King Sunny Adé, um cantor de juju mundialmente famoso, neto de obá Adesida I por meio de sua filha, a princesa Maria Adegeye Adeniyi.
O legado de Adesida I foi documentado extensivamente pelo Dr. Olawunmi Akintide, seu neto e secretário da casa governante de Omoremilekun Asodeboyede, que escreveu sua biografia O Rei Leão e os Filhotes.